# Ctenolepisma ciliata
Ctenolepisma ciliata är en insektsart som först beskrevs av Dufour 1831.  Ctenolepisma ciliata ingår i släktet Ctenolepisma och familjen silverborstsvansar. Inga underarter finns listade i Catalogue of Life.